# Bolesław Burakowski
Bolesław Burakowski (ur. 28 listopada 1905 w Lewiczynie, zm. 2 listopada 2003 w Warszawie) – polski entomolog.

## Życiorys
Studiował na Uniwersytecie Warszawskim, w 1952 ukończył studia i obronił pracę magisterską, w 1963 uzyskał stopień doktora nauk przyrodniczych. Od 1952 pracował w Muzeum i Instytucie Zoologii PAN, w latach 1953–1983 był członkiem Zarządu Głównego i Komisji Rewizyjnej Polskiego Towarzystwa Zoologicznego. W 1983 został członkiem honorowym Polskiego Towarzystwa Zoologicznego, a w 1998 Polskiego Towarzystwa Entomologicznego.
Pod wpływem Józefa Makólskiego rozpoczął badania nad stadiami przedimaginalnymi oraz systematyką, faunistyką i bionomią gatunków z różnych rodzin chrząszczy. Opisał nieznane elementy budowy morfologicznej larw Coleoptera, dokonał wykrycia nowych danych z biologii niektórych gatunków z nadrodziny Elatoreidea.

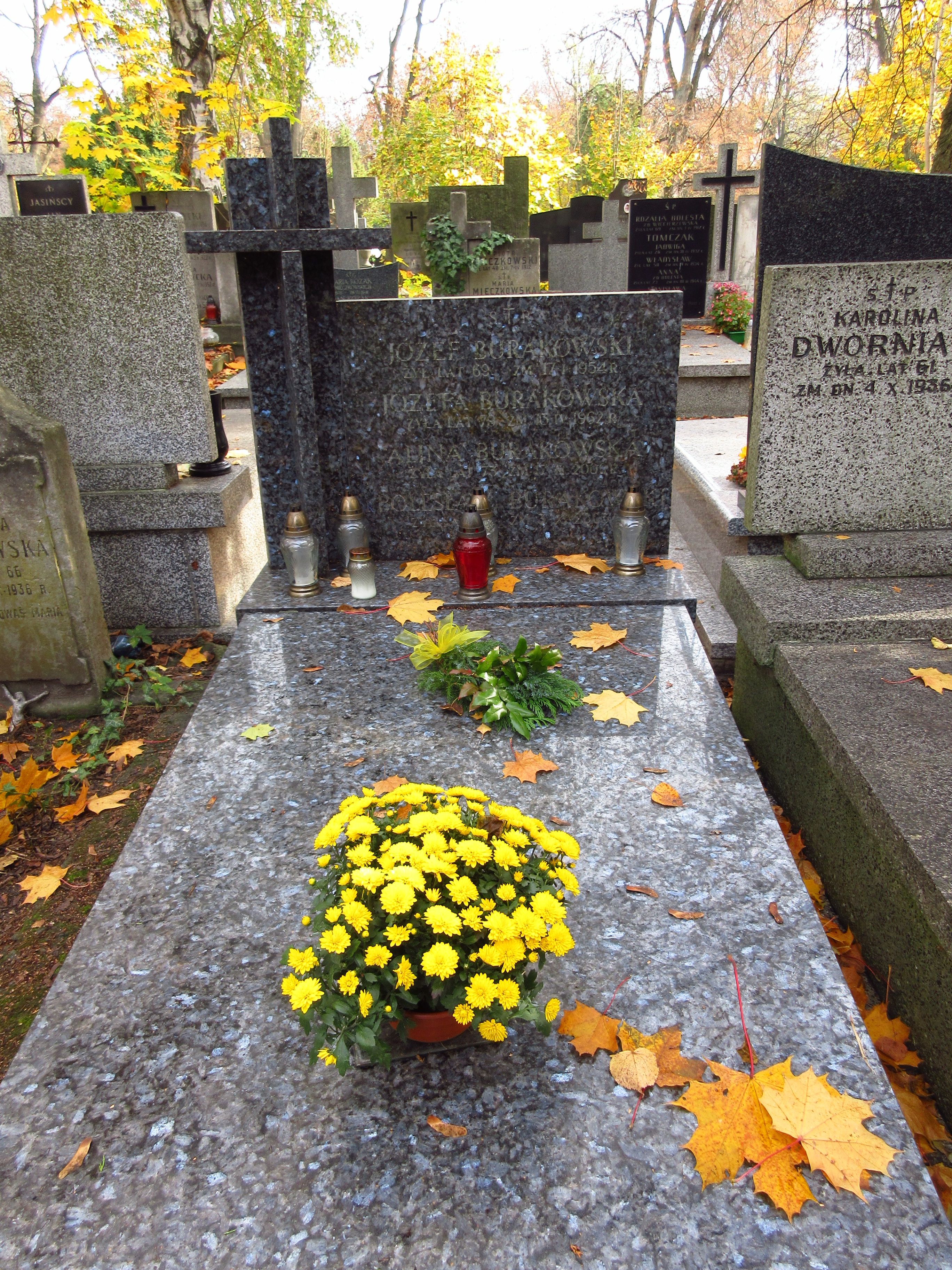
Grób Bolesława Burakowskiego na Cmentarzu Bródnowskim.

Dorobek naukowy Bolesława Burakowskiego obejmuje 50 oryginalnych prac naukowych, w tym 22 tomy Katalogu Fauny Polski – Chrząszcze Coleoptera (wspólnie z Maciejem Mroczkowskim) i 12 zeszytów z serii Klucze do Oznaczania Owadów Polski. Pochowany na cmentarzu Bródnowskim (kwatera 39A-4-29).

## Odznaczenia
- Krzyż Kawalerski OOP (1990);
- Medal „Za Zasługi dla Rozwoju Polskiego Towarzystwa Entomologicznego” (1998).